# Pietro Paolo Virdis
Antonio Pietro Paolo Virdis (* 26. června 1957), známý jako Pietro Paolo, je bývalý italský fotbalista, který hrál jako útočník, později trenér.

## Klubová kariéra
Když mu ještě nebylo šestnáct, hrál Serii D za Nuorese.
V Serii A debutoval za Cagliari dne 6. října 1974 proti L.R. Vicenza.
V létě 1977 přestoupil do Juventusu. Hned v první sezóně za klub vyhrál Serii A. Po hostování v Cagliari s klubem v sezóně 1981/82 vyhrál další titul. Na konci sezóny ale odešel do Udinese, aby uvolnil místo Paolo Rossimu.
V roce 1984 přestoupil do Milána. V sezóně 1986/87 byl se 17 brankami nejlepší střelec ligy. V následující sezóně vyhrál s klubem ligu. V sezóně 1988/89, jeho poslední v klubu, vyhrál PMEZ.
Kariéru ukončil v roce 1991 jako hráč Lecce.

## Reprezentační kariéra
Za reprezentaci do 21 let odehrál 8 zápasů a vstřelil gól. Hrál na LOH 1988.

## Úspěchy

### Klubové
Juventus
- Serie A: 1977/78, 1981/82
- Coppa Italia: 1978/79

Milán
- Serie A: 1987/88
- Supercoppa italiana: 1988
- Pohár mistrů evropských zemí: 1988/89

### Individuální
- Nejlepší střelec Serie A: 1986/87 (17 gólů)